# Tour de La Rioja 2015
La 55e édition du Tour de La Rioja a eu lieu le 5 avril 2015. La course fait partie du calendrier UCI Europe Tour 2015 en catégorie 1.1.
L'épreuve a été remportée lors d'un sprint par l'Australien Caleb Ewan (Orica-GreenEDGE) devant son coéquipier le Sud-Africain Daryl Impey et l'Italien Andrea Palini (Skydive Dubai).
Aux niveaux des classements annexes, le Canadien Christian Meier (Orica-GreenEDGE) gagne celui de la montagne, l'Espagnol Ángel Madrazo (Caja Rural-Seguros RGA) s'adjuge celui des Metas Volantes et du combiné tandis qu'Ewan termine logiquement premier jeune et que la formation australienne finit meilleure équipe.

## Présentation

### Équipes
Classé en catégorie 1.1 de l'UCI Europe Tour, le Tour de La Rioja est par conséquent ouvert aux WorldTeams dans la limite de 50 % des équipes participantes, aux équipes continentales professionnelles, aux équipes continentales et aux équipes nationales.
Quinze équipes participent à ce Tour de La Rioja - deux WorldTeams, deux équipes continentales professionnelles, dix équipes continentales et une équipe nationale :
| UCI WorldTeams  | UCI WorldTeams | UCI WorldTeams |
| Nom de l'équipe | Pays           | Code           |
| --------------- | -------------- | -------------- |
| Movistar        | Espagne        | MOV            |
| Orica-GreenEDGE | Australie      | OGE            |

| Équipes continentales professionnelles | Équipes continentales professionnelles | Équipes continentales professionnelles |
| Nom de l'équipe                        | Pays                                   | Code                                   |
| -------------------------------------- | -------------------------------------- | -------------------------------------- |
| Caja Rural-Seguros RGA                 | Espagne                                | CJR                                    |
| Novo Nordisk                           | États-Unis                             | TNN                                    |

| Équipes continentales  | Équipes continentales  | Équipes continentales |
| Nom de l'équipe        | Pays                   | Code                  |
| ---------------------- | ---------------------- | --------------------- |
| AWT-Greenway           | Tchéquie               | AWT                   |
| Burgos BH              | Espagne                | BUR                   |
| Inteja-MMR Dominican   | République dominicaine | DCT                   |
| Keith Mobel-Partizan   | Serbie                 | KMP                   |
| Lokosphinx             | Russie                 | LOK                   |
| Murias Taldea          | Espagne                | MUR                   |
| Rádio Popular-Boavista | Portugal               | RPB                   |
| Skydive Dubai          | Émirats arabes unis    | SKD                   |
| Start-Massi            | Paraguay               | STF                   |
| W52-Quinta da Lixa     | Portugal               | W52                   |

| Équipe nationale                   | Équipe nationale | Équipe nationale |
| Nom de l'équipe                    | Pays             | Code             |
| ---------------------------------- | ---------------- | ---------------- |
| Équipe nationale d'Espagne espoirs | Espagne          | ESP              |

### Règlement de la course

#### Primes
Les vingt prix sont attribués suivant le barème de l'UCI,. Le total général des prix distribués est de 14 477 €.
| Position | 1er     | 2e      | 3e      | 4e    | 5e    | 6e    | 7e    | 8e    | 9e    | 10e à 20e |
| Prix     | 5 785 € | 2 895 € | 1 445 € | 715 € | 580 € | 433 € | 433 € | 287 € | 287 € | 147 €     |

## Classements

### Classement final
| Classement final | Classement final   | Classement final | Classement final       | Classement final   |
|                  | Coureur            | Pays             | Équipe                 | Temps              |
| ---------------- | ------------------ | ---------------- | ---------------------- | ------------------ |
| 1er              | Caleb Ewan         | Australie        | Orica-GreenEDGE        | en 3 h 52 min 42 s |
| 2e               | Daryl Impey        | Afrique du Sud   | Orica-GreenEDGE        | + 0 s              |
| 3e               | Andrea Palini      | Italie           | Skydive Dubai          | + 0 s              |
| 4e               | Carlos Barbero     | Espagne          | Caja Rural-Seguros RGA | + 0 s              |
| 5e               | Jesús Herrada      | Espagne          | Movistar               | + 0 s              |
| 6e               | Alejandro Valverde | Espagne          | Movistar               | + 0 s              |
| 7e               | Sergey Shilov      | Russie           | Lokosphinx             | + 0 s              |
| 8e               | Jan Brockhoff      | Allemagne        | AWT-Greenway           | + 3 s              |
| 9e               | Andrea Peron       | Italie           | Novo Nordisk           | + 3 s              |
| 10e              | Unai Intziarte     | Espagne          | Murias Taldea          | + 3 s              |
| modifier         |                    |                  |                        |                    |

### Classements annexes
| Classement de la montagne | Classement de la montagne | Classement de la montagne | Classement de la montagne | Classement de la montagne |
| ------------------------- | ------------------------- | ------------------------- | ------------------------- | ------------------------- |
|                           | Coureur                   | Pays                      | Équipe                    | Point(s)                  |
| 1er                       | Christian Meier           | Canada                    | Orica-GreenEDGE           | 10 points                 |
| 2e                        | David Belda               | Espagne                   | Burgos BH                 | 10 pts                    |
| 3e                        | Ángel Madrazo             | Espagne                   | Caja Rural-Seguros RGA    | 3 pts                     |
| modifier                  |                           |                           |                           |                           |

| Classement des Metas Volantes | Classement des Metas Volantes | Classement des Metas Volantes | Classement des Metas Volantes | Classement des Metas Volantes |
| ----------------------------- | ----------------------------- | ----------------------------- | ----------------------------- | ----------------------------- |
|                               | Coureur                       | Pays                          | Équipe                        | Point(s)                      |
| 1er                           | Ángel Madrazo                 | Espagne                       | Caja Rural-Seguros RGA        | 10 points                     |
| 2e                            | Alejandro Valverde            | Espagne                       | Movistar                      | 3 pts                         |
| 3e                            | Christian Meier               | Canada                        | Orica-GreenEDGE               | 3 pts                         |
| modifier                      |                               |                               |                               |                               |

| Classement du combiné | Classement du combiné | Classement du combiné | Classement du combiné  | Classement du combiné |
| --------------------- | --------------------- | --------------------- | ---------------------- | --------------------- |
|                       | Coureur               | Pays                  | Équipe                 | Point(s)              |
| 1er                   | Ángel Madrazo         | Espagne               | Caja Rural-Seguros RGA | 5 - 19 point          |
| 2e                    | Christian Meier       | Canada                | Orica-GreenEDGE        | 5 - 25 pt             |
| 3e                    | Alejandro Valverde    | Espagne               | Movistar               | 4 - 8 pt              |
| modifier              |                       |                       |                        |                       |

| Classement du meilleur jeune | Classement du meilleur jeune | Classement du meilleur jeune | Classement du meilleur jeune | Classement du meilleur jeune |
|                              | Coureur                      | Pays                         | Équipe                       | Temps                        |
| ---------------------------- | ---------------------------- | ---------------------------- | ---------------------------- | ---------------------------- |
| 1er                          | Caleb Ewan                   | Australie                    | Orica-GreenEDGE              | en 3 h 52 min 42 s           |
| 2e                           | Jan Brockhoff                | Allemagne                    | AWT-Greenway                 | + 3 s                        |
| 3e                           | Erik Baška                   | Slovaquie                    | AWT-Greenway                 | + 3 s                        |
| modifier                     |                              |                              |                              |                              |

| \| Classement par équipes[3] \| Classement par équipes[3] \| Classement par équipes[3] \| Classement par équipes[3] \| \| \| Équipe \| Pays \| Temps \| \| ------------------------- \| ------------------------- \| ------------------------- \| ------------------------- \| \| 1re \| Orica-GreenEDGE \| Australie \| en 11 h 38 min 11 s \| \| 2e \| Movistar \| Espagne \| + 0 s \| \| 3e \| Lokosphinx \| Russie \| + 3 s \| \| modifier \| \| \| \| |                 |           |                     |
| Classement par équipes |                 |           |                     |
| | Équipe          | Pays      | Temps               |
| 1re | Orica-GreenEDGE | Australie | en 11 h 38 min 11 s |
| 2e | Movistar        | Espagne   | + 0 s               |
| 3e | Lokosphinx      | Russie    | + 3 s               |
| modifier |                 |           |                     |

### UCI Europe Tour
Ce Tour de La Rioja attribue des points pour l'UCI Europe Tour 2015, par équipes seulement aux coureurs des équipes continentales professionnelles et continentales, individuellement à tous les coureurs sauf ceux faisant partie d'une équipe ayant un label WorldTeam.
| Position,          | 1er | 2e | 3e | 4e | 5e | 6e | 7e | 8e | 9e | 10e | 11e | 12e |
| Classement général | 80  | 56 | 32 | 24 | 20 | 16 | 12 | 8  | 7  | 6   | 5   | 3   |

## Liste des participants
- Liste de départ complète

| Légende | Légende                                                                    | Légende | Légende                                                    |
| ------- | -------------------------------------------------------------------------- | ------- | ---------------------------------------------------------- |
| Num     | Dossard de départ porté par le coureur sur ce Tour de La Rioja             | Pos     | Position à l'arrivée de la course                          |
|         | Indique un maillot de champion national ou mondial, suivi de sa spécialité | NP      | Indique un coureur qui n'a pas pris le départ de la course |
| AB      | Indique un coureur qui n'a pas terminé la course                           | HD      | Indique un coureur qui a terminé la course hors des délais |

| Orica-GreenEDGE OGE                  | Orica-GreenEDGE OGE    | Orica-GreenEDGE OGE |
| ------------------------------------ | ---------------------- | ------------------- |
| Num                                  | Coureur                | Pos                 |
| 1                                    | Michael Albasini (SUI) | 78e                 |
| 2                                    | Daryl Impey (RSA)      | 2e                  |
| 3                                    | Pieter Weening (NED)   | 52e                 |
| 4                                    | Brett Lancaster (AUS)  | 36e                 |
| 5                                    | Simon Gerrans (AUS)    | 73e                 |
| 6                                    | Cameron Meyer (AUS)    | 56e                 |
| 7                                    | Christian Meier (CAN)  | 21e                 |
| 8                                    | Caleb Ewan (AUS)       | 1er                 |
| Directeur sportif : David McPartland |                        |                     |

| Movistar MOV                            | Movistar MOV                  | Movistar MOV |
| --------------------------------------- | ----------------------------- | ------------ |
| Num                                     | Coureur                       | Pos          |
| 11                                      | Alejandro Valverde (ESP)      | 6e           |
| 12                                      | Rubén Fernández Andújar (ESP) | 48e          |
| 13                                      | Jesús Herrada (ESP)           | 5e           |
| 14                                      | Javier Moreno (ESP)           | 49e          |
| 15                                      | Rory Sutherland (AUS)         | 60e          |
| 16                                      | Winner Anacona (COL)          | 31e          |
| 17                                      |                               |              |
| 18                                      | Marc Soler (ESP)              | 62e          |
| Directeur sportif : José Luis Jaimerena |                               |              |

| Caja Rural-Seguros RGA CJR                | Caja Rural-Seguros RGA CJR | Caja Rural-Seguros RGA CJR |
| ----------------------------------------- | -------------------------- | -------------------------- |
| Num                                       | Coureur                    | Pos                        |
| 21                                        | Ricardo Vilela (POR)       | 75e                        |
| 22                                        | Carlos Barbero (ESP)       | 4e                         |
| 23                                        | José Gonçalves (POR)       | 79e                        |
| 24                                        | Fernando Grijalba (ESP)    | 72e                        |
| 25                                        | Miguel Ángel Benito (ESP)  | AB                         |
| 26                                        | Lluís Mas (ESP)            | 50e                        |
| 27                                        | Ángel Madrazo (ESP)        | 15e                        |
| 28                                        | Eduard Prades (ESP)        | 30e                        |
| Directeur sportif : José Miguel Fernández |                            |                            |

| Novo Nordisk TNN                      | Novo Nordisk TNN           | Novo Nordisk TNN |
| ------------------------------------- | -------------------------- | ---------------- |
| Num                                   | Coureur                    | Pos              |
| 31                                    | Javier Mejías (ESP)        | 76e              |
| 32                                    | David Lozano (ESP)         | 26e              |
| 33                                    | Andrea Peron (ITA)         | 9e               |
| 34                                    | Charles Planet (FRA)       | 24e              |
| 35                                    | Kevin De Mesmaeker (BEL)   | 43e              |
| 36                                    | Joonas Henttala (FIN)      | 37e              |
| 37                                    | Christopher Williams (AUS) | AB               |
| 38                                    | Nicolas Lefrançois (FRA)   | AB               |
| Directeur sportif : Massimo Podenzana |                            |                  |

| Burgos BH BUR                     | Burgos BH BUR             | Burgos BH BUR |
| --------------------------------- | ------------------------- | ------------- |
| Num                               | Coureur                   | Pos           |
| 41                                | Álvaro Robredo (ESP)      | AB            |
| 42                                | David Belda (ESP)         | 51e           |
| 43                                | Jesús del Pino (ESP)      | 44e           |
| 44                                | Pablo Torres (ESP)        | AB            |
| 45                                | Ibai Salas (ESP)          | 23e           |
| 46                                | Juan Carlos Riutort (ESP) | 19e           |
| 47                                | Víctor Martín (ESP)       | 47e           |
| 48                                | Unai Arranz (ESP)         | AB            |
| Directeur sportif : Diego Gallego |                           |               |

| Murias Taldea MUR                 | Murias Taldea MUR      | Murias Taldea MUR |
| --------------------------------- | ---------------------- | ----------------- |
| Num                               | Coureur                | Pos               |
| 51                                | Egoitz García (ESP)    | 53e               |
| 52                                | Garikoitz Bravo (ESP)  | 59e               |
| 53                                | Adrián González (ESP)  | 34e               |
| 54                                | Beñat Txoperena (ESP)  | 63e               |
| 55                                | Eneko Lizarralde (ESP) | 20e               |
| 56                                | Haritz Orbe (ESP)      | 38e               |
| 57                                | Imanol Estévez (ESP)   | 33e               |
| 58                                | Unai Intziarte (ESP)   | 10e               |
| Directeur sportif : Jon Odriozola |                        |                   |

| Lokosphinx LOK                          | Lokosphinx LOK          | Lokosphinx LOK |
| --------------------------------------- | ----------------------- | -------------- |
| Num                                     | Coureur                 | Pos            |
| 61                                      | Evgeny Shalunov (RUS)   | 12e            |
| 62                                      | Sergey Vdovin (RUS)     | 29e            |
| 63                                      | Alexander Vdovin (RUS)  | 71e            |
| 64                                      | Kirill Sveshnikov (RUS) | 64e            |
| 65                                      | Alexey Rybalkin (RUS)   | 67e            |
| 66                                      | Vasily Neustroev (RUS)  | AB             |
| 67                                      | Sergey Shilov (RUS)     | 7e             |
| 68                                      |                         |                |
| Directeur sportif : Alexander Kuznetsov |                         |                |

| AWT-Greenway AWT                | AWT-Greenway AWT               | AWT-Greenway AWT |
| ------------------------------- | ------------------------------ | ---------------- |
| Num                             | Coureur                        | Pos              |
| 71                              | Álvaro Cuadros (ESP)           | AB               |
| 72                              | Alexis Guérin (FRA)            | 35e              |
| 73                              | Przemysław Kasperkiewicz (POL) | 46e              |
| 74                              | Erik Baška (SVK)               | 11e              |
| 75                              | Michal Schlegel (CZE)          | 65e              |
| 76                              | Jan Brockhoff (GER)            | 8e               |
| 77                              | Iván García (ESP)              | 28e              |
| 78                              | Rayane Bouhanni (FRA)          | AB               |
| Directeur sportif : René Andrle |                                |                  |

| W52-Quinta da Lixa W52           | W52-Quinta da Lixa W52   | W52-Quinta da Lixa W52 |
| -------------------------------- | ------------------------ | ---------------------- |
| Num                              | Coureur                  | Pos                    |
| 81                               | Delio Fernández (ESP)    | 16e                    |
| 82                               | Juan Ignacio Pérez (ESP) | 25e                    |
| 83                               | João Matias (POR)        | AB                     |
| 84                               | Raúl Alarcón (ESP)       | AB                     |
| 85                               | António Carvalho (POR)   | AB                     |
| 86                               | Ángel Sánchez (ESP)      | AB                     |
| 87                               | Joaquim Silva (POR)      | 54e                    |
| 88                               | Carlos Ribeiro (POR)     | AB                     |
| Directeur sportif : Helder Alves |                          |                        |

| Inteja-MMR Dominican DCT             | Inteja-MMR Dominican DCT  | Inteja-MMR Dominican DCT |
| ------------------------------------ | ------------------------- | ------------------------ |
| Num                                  | Coureur                   | Pos                      |
| 91                                   | Diego Milán (DOM) (Route) | 22e                      |
| 92                                   | Joaquín Sobrino (ESP)     | AB                       |
| 93                                   | Adderlyn Cruz (DOM)       | AB                       |
| 94                                   | William Guzmán (DOM)      | 70e                      |
| 95                                   | Rubén Menéndez (ESP)      | 41e                      |
| 96                                   | Juan José Cueto (DOM)     | AB                       |
| 97                                   | Israel Nuño (ESP)         | AB                       |
| 98                                   | Jonathan Sarmiento (COL)  | 68e                      |
| Directeur sportif : Adrián Palomares |                           |                          |

| Keith Mobel-Partizan KMP                | Keith Mobel-Partizan KMP          | Keith Mobel-Partizan KMP |
| --------------------------------------- | --------------------------------- | ------------------------ |
| Num                                     | Coureur                           | Pos                      |
| 101                                     | Esteban Plaza (es) (ESP)          | AB                       |
| 102                                     |                                   |                          |
| 103                                     | Juan Carlos Ramírez Navarro (ESP) | AB                       |
| 104                                     | José Luis Roldán (es) (ESP)       | AB                       |
| 105                                     | Juan Jesús Martínez (ESP)         | AB                       |
| 106                                     | Javier Valero (ESP)               | 74e                      |
| 107                                     | Juan Jesús Mata (ESP)             | AB                       |
| 108                                     | Carlos Lorente (ESP)              | 55e                      |
| Directeur sportif : José Antonio Ortuño |                                   |                          |

| Rádio Popular-Boavista RPB          | Rádio Popular-Boavista RPB | Rádio Popular-Boavista RPB |
| ----------------------------------- | -------------------------- | -------------------------- |
| Num                                 | Coureur                    | Pos                        |
| 111                                 | Alberto Gallego (ESP)      | 77e                        |
| 112                                 | Rui Sousa (POR)            | 39e                        |
| 113                                 | Frederico Figueiredo (POR) | 17e                        |
| 114                                 | César Fonte (POR)          | 13e                        |
| 115                                 | Samuel Magalhães (POR)     | 80e                        |
| 116                                 | Nuno Bico (POR)            | 27e                        |
| 117                                 | David Rodrigues (POR)      | 32e                        |
| 118                                 | Daniel Silva (POR)         | 66e                        |
| Directeur sportif : José dos Santos |                            |                            |

| Skydive Dubai SKD                 | Skydive Dubai SKD           | Skydive Dubai SKD |
| --------------------------------- | --------------------------- | ----------------- |
| Num                               | Coureur                     | Pos               |
| 121                               | Francisco Mancebo (ESP)     | 69e               |
| 122                               | Sultan Alhammadi (UAE)      | AB                |
| 123                               | Rafaâ Chtioui (TUN) (Route) | AB                |
| 124                               | Ahmed Albalooshi (UAE)      | AB                |
| 125                               | Khalid Ibrahim (UAE)        | AB                |
| 126                               |                             |                   |
| 127                               | Andrea Palini (ITA)         | 3e                |
| 128                               | Mohamed Al Murawwi (UAE)    | AB                |
| Directeur sportif : Aritz Arberas |                             |                   |

| Start-Massi STF                     | Start-Massi STF         | Start-Massi STF |
| ----------------------------------- | ----------------------- | --------------- |
| Num                                 | Coureur                 | Pos             |
| 131                                 | Rubén Caseny (ESP)      | AB              |
| 132                                 | Axel Costa (ESP)        | AB              |
| 133                                 | Marc Vilanova (ESP)     | AB              |
| 134                                 | Andreas Keuser (GER)    | 57e             |
| 135                                 | Daniel Quicibal (GUA)   | 58e             |
| 136                                 | Marco-Tapio Niemi (FIN) | AB              |
| 137                                 | Christoph Danner (GER)  | AB              |
| 138                                 | Luca Frasa (SUI)        | AB              |
| Directeur sportif : Mauricio Frazer |                         |                 |

| Équipe nationale d'Espagne espoirs ESP | Équipe nationale d'Espagne espoirs ESP | Équipe nationale d'Espagne espoirs ESP |
| -------------------------------------- | -------------------------------------- | -------------------------------------- |
| Num                                    | Coureur                                | Pos                                    |
| 141                                    | Mikel Aristi (ESP)                     | 14e                                    |
| 142                                    | Xabier San Sebastián (ESP)             | 40e                                    |
| 143                                    | Jaime Rosón (ESP)                      | 42e                                    |
| 144                                    | José Manuel Díaz (ESP)                 | 18e                                    |
| 145                                    | Cristian Rodríguez (ESP)               | 45e                                    |
| 146                                    | Xavier Pastallé (ESP)                  | AB                                     |
| 147                                    | Héctor Sáez (ESP)                      | AB                                     |
| 148                                    | Julen Amézqueta (ESP)                  | 61e                                    |
| Directeur sportif : Pascual Momparler  |                                        |                                        |